# Maximilià II Manuel de Baviera
|  | Aquest article tracta sobre el Príncep Elector de Baviera del segle XVII. Si cerqueu el rei de Baviera del segle XIX, vegeu «Maximilià II de Baviera». |

Maximilià II Manuel de Baviera (Múnic 1662 - 1726). Príncep Elector de Baviera des de 1679 i fins a la seva mort.

## Família
Nat a Múnic el dia 11 de juliol de 1662, era fill de l'elector Ferran I Maria de Baviera i de la princesa Enriqueta Adelaida de Savoia. Per via paterna era net de l'elector Maximilià I de Baviera i de l'arxiduquessa Maria Anna d'Àustria; mentre que per línia materna ho era del duc Víctor Amadeu I de Savoia i de la princesa Maria Cristina de França.
El dia 15 de juliol de 1685 contragué matrimoni a Viena amb l'arxiduquessa Maria Antònia d'Àustria, filla de l'emperador Leopold I, emperador romanogermànic i de la infatna Margarida d'Espanya. La parella tingué tres fills:
- Leopold Ferran, nascut i mort el 1689.
- Anton, nascut i mort el 1690.
- SAR el príncep Josep Ferran de Baviera, nat a Múnic el 1692 i mort a Brussel·les el 1699.

Vidu el 1692 es casà amb Leopoldina Elionor del Palatinat-Neuburg (1679-1693,
filla de Felip Guillem I del Palatinat (1615-1690) i d'Elisabet Amàlia de Hessen-Darmstadt (1635-1709). La parella no tingué fills en morir ella el mateix any de casar-se.
El dia 2 de gener de 1695 es casà en terceres núpcies amb la princesa Teresa Cunegunda Sobieski, filla del rei Joan III Sobieski i de l'aristòcrata francesa Maria Casimira Lluïsa de la Grange d'Arquien. La parella tingué els següents fills:
- un fill nascut mort el 1695
- SAR Maria Anna (1696-1750)
- SM l'emperador Carles VII, nat a Brussel·les el 1697 i mort a Múnic el 1745. Es casà el 1722 a Viena amb l'arxiduquessa Maria Amàlia d'Àustria.
- SAR Felip Maria (1698-1719),
- SAR Ferran Maria (1699-1738)
- SAR el príncep-arquebisbe Climent August de Baviera, elector de Colonia. Nat a Brussel·les el 1700 i mort a la Fortalesa d'Ehrenbreitstein el 1761.
- SAR Guillem (1701-1704
- SAR Joan Adolf (1702-1705)
- SAR Joan Teodor (1703-1763)
- SAR Maximilià Emmanuel (1704-1709)

## Guerres contra els otomans
L'any 1679, a l'edat de 17 anys, heretà l'Electorat de Baviera. Aviat s'embarcà en diferents expedicions militars essent la més coneguda la lluita contra l'Imperi Otomà el 1683 a les portes de Viena. Aviat la seva fama augmentà sobretot després de la captura de Belgrad el 1688.

## Guerra dels nou anys
El seu prestigi augmentà considerablement en la Guerra dels Nou Anys i així, el rei Carles II d'Espanya el nomenà governador dels Països Baixos espanyols el 1692, complint les seves expectatives, però amb la mort, l'any 1693, de la seva primera esposa, feu que perdés dosis d'influència tant amb l'emperador Leopold com amb el rei Carles II d'Espanya. Per tal de pal·liar aquesta pèrdua momentània d'influència, i malgrat que els seus interessos es trobaven eminentment a l'Europa occidental, es maridà amb la princesa Teresa Conenguda Sobieski, filla de Joan III Sobieski, rei de Polònia, amb qui tingué dos fills.

## Guerra de successió espanyola
Amb la mort, l'any 1699, del seu fill primogènit i presumible hereu al tron espanyol, el príncep Josep Ferran de Baviera, i amb l'esclat de la Guerra de Successió espanyola l'any 1701, els interessos de Maximilià Manuel es giraren cap a la pretensió d'ocupar, com a electors de Baviera i amb el suport de Lluís XIV de França, el tron del Sacre Imperi Romanogermànic.
Aliat amb França en contra dels seus tradicionals defensors, els Habsburg, els seus plans es veieren frustrats amb la derrota de les tropes franceses a la batalla de Blenheim el 1704. En l'intent de fugir de Brussel·les cap a Múnic, la família de Wittelsbach se separà i els prínceps Carles Albert de Baviera i Climent August de Baviera foren fets presoners per les tropes de l'emperador i traslladats a Viena. Poc després, Maximilià Manuel veié com tropes imperials ocuparen Baviera i era dividida entre l'emperador i l'elector palatí Carles III Felip.
Maximilià Manuel encara patí un nou revés militar a la batalla de Ramillies que l'expulsà definitivament de Flandes havent de buscar refugir al palau de Versalles al costat de Lluís XIV de França. Des de 1706 i fins a 1713 Maximilià Manuel residí a Versalles mentre els seus territoris de Baviera restaren ocupats pels exèrcits imperials. Només el Tractat d'Utrecht de 1713 permeté a Maximilià Manuel recuperar l'Electorat de Baviera. Però la investigadora alemanya Sabine Enders ha descobert recentment el conegut com a "Projet sur la Sardaigne", un pla de Louis d'Albert, l'ambaixador de Baviera a Madrid, que va planejar amb el sard Vicenç Bacallar i Sanna conquerir Sardenya per donar un regne a l'elector bavarès Maximilià II Manuel de Baviera. Segons la investigadora alemanya, en el primer Tractat d'Utrecht (11 d'abril de 1713), Sardenya va passar al duc de Baviera Maximilià II Manuel. (cfr. Sabine Enders: "Il regno di Sardegna, il duca di Baviera e Vincenzo Bacallar Sanna. Storia di un libro", in: Vincenzo Bacallar Sanna, La Sardegna Paraninfa della Pace e un piano segreto per la sovranità 1712-1714, Stuttgart 2011, pàg. 11-73). Dos anys després li tornaren els seus dos fills que havien estat educats a Àustria pels jesuïtes.

## Després de la guerra de successió
De retorn a Baviera, Maximilià Manuel patrocinà les arts. No només manà la construcció de noves ales al Palau de Nymphenburg sinó que manà la construcció del Palau de Schleissheim.
L'any 1724, Maximilià II Manuel patrocinà una entesa familiar entre les diferents línies dinàstiques de la casa de Wittelsbach del moment. L'any 1726 fundà el Reial Orde de Sant Jordi, destinat a la defensa de la Immaculada Concepció i que esdevingué un orde dinàstic de la Casa Reial de Baviera.
Maximilià II Manuel de Baviera morí a Múnic el dia 26 de febrer de 1726.